# Manel Comas i Hortet
Manel Comas i Hortet, també conegut com a El Xèrif (Barcelona, 29 de novembre de 1945 - Barcelona, 17 de juny de 2013), va ser un entrenador de bàsquet català que al llarg de la seva trajectòria va dirigir onze equips diferents de la Lliga ACB.

## Biografia
Manel Comas Hortet, anomenat El Xèrif pel seu fort caràcter i els seus grans bigotis, va néixer a Barcelona el 29 de novembre de 1945. Va ser un dels grans entrenadors catalans de bàsquet, des dels seus inicis a finals dels 70 fins a l'actualitat. Esportivament, els majors èxits els va aconseguir amb el Club Joventut de Badalona, el CAI Zaragoza i el Taugrés Vitòria, si bé els seus inicis com a professional es remunten a la seva etapa de segon entrenador al Cotonifici de Badalona. Amb el conjunt vitorià va assolir una Recopa d'Europa i una Copa del Rei de Bàsquet. Amb el Joventut de Badalona va conquerir la Copa Korać. A més va ser subcampió de la Recopa d'Europa tres cops amb CAI Zaragoza i Taugrés Vitoria (2 cops). També va ser seleccionadors espanyol júnior.
Va ser autor de la col·lecció Baloncesto, mas que un juego, vint volums dedicats a diversos aspectes del món del bàsquet. El 2 de setembre de 1997 va rebre la insígnia d'or del club Saski Baskonia (Taugrés) en reconeixement de la seva trajectòria al club.
El 22 de gener de 2011 anuncià que es retirava de la vida pública en diagnosticar-se-li un càncer.
Va ser comentarista en les retransmissions de la Lliga ACB de bàsquet durant diverses temporades per a RTVE.
L'any 2013 va ser acusat d'un delicte d'abusos sexuals a dues noies discapacitades intel·lectuals el 2008.
Va morir el 17 de juny de 2013, víctima del càncer, a l'edat dels 67 anys.

## Palmarès
- 1 Recopa d'Europa: (1995-96, amb el Taugrés Vitòria)
- 1 Copa Korać: (1980-81, amb el Club Joventut de Badalona)
- 1 Copa del Rei de Bàsquet: (1994-95, amb el Taugrés Vitòria)